# 五羊新城

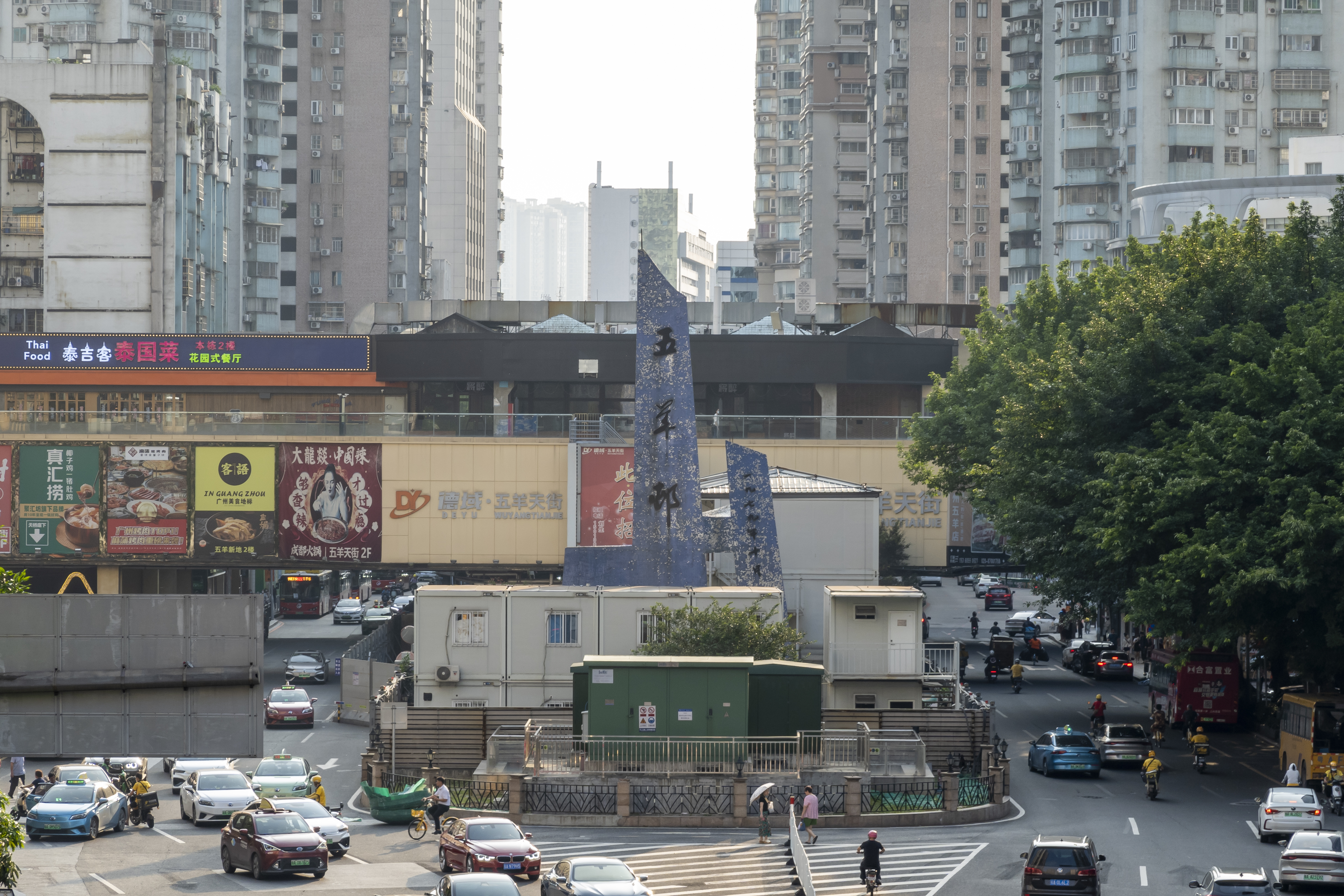
五羊邨石碑

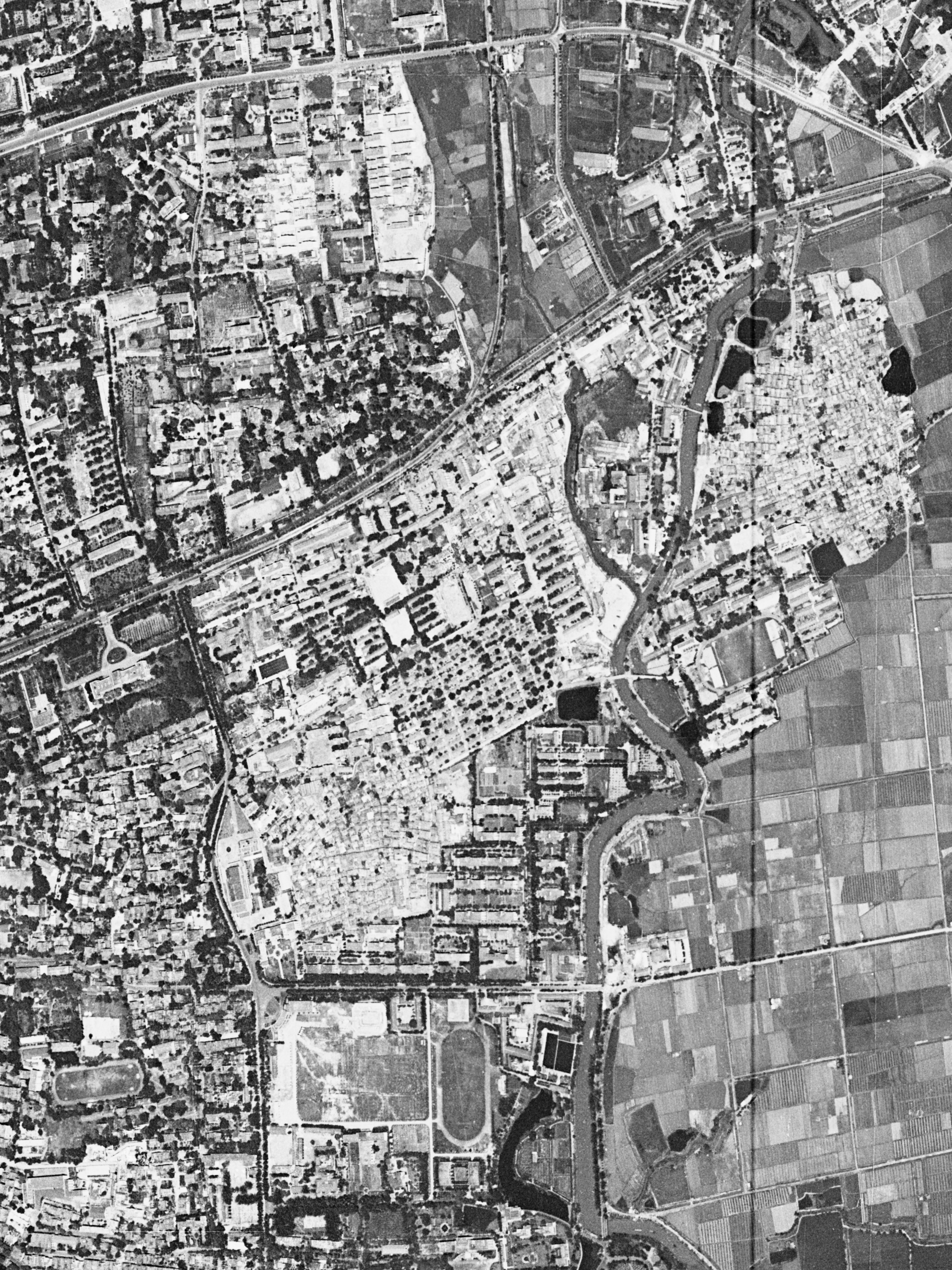
五羊邨（右下）附近卫星图（1966年）

五羊新城，又称五羊邨、五羊新村，是中国广州市越秀区（原东山区）东南角的一个街区，位于由广州大道中、明月二路、明月路、寺右二马路、东兴南路围成的范围内。东望天河区珠江新城，南近二沙岛，西有寺右村、南部战区司令部，西北有共和村，北邻杨箕村。周边还有多个住宅小区。
此地行政上属于越秀区东山街道五羊北社区及五羊南社区。

## 历史
五羊新城于1980年代由东华实业开发。不过在那个时候，天河区尚未成立，因此为了适应城市发展需要，广州市政府将占地30平米的土地进行开发。同时这也是上世纪90年代广州新式小区的代表。该片区仅次于二沙岛的高档小区，也是广州第一家配有污水处理厂的小区。

## 主要建筑

### 高层商住楼
| - 美景大厦 - 丽景大厦 - 汇景大厦 - 豪景大厦 - 鸿景大厦 - 华景大厦 | - 怡景大厦 - 愉景大厦 - 粤康阁 - 海平阁 - 深华大厦 - 华苑大厦 |

以下在五羊新城外围：
- 冠城大厦

### 办公楼
- 五羊新城广场
- 五羊邨工业大厦

以下在五羊新城外围：
- 长城大厦
- 富辰工业大厦

## 商业

### 酒店
以下均在五羊新城外围：
- 广州凯旋华美达大酒店
- 广东外商大酒店
- 珠江宾馆
- 广州金桥酒店
- 长城酒店

### 超市及市场
以下均在五羊新城外围：
- 华润万家（原万佳百货）
- 寺右肉菜市场
- 东兴肉菜市场
- 明月农贸市场

## 公共设施

### 教育
五羊新城在开发时配套建设了四所中小学，现合并为三所。
- 广州市第七中学东山学校
- 五羊小学（原名五羊第一小学）
- 东山实验小学（2003年由五羊第二小学和五羊第三小学合并而成）
- 越秀区儿童福利会幼儿园
- 燕燕托儿所

### 医疗
- 广州市中医医院五羊门诊部

### 邮政
- 五羊邮局
- 明月邮局

## 重要机构
- 越秀区人民法院

以下机构位于外围：
- 中国人民政治协商会议广东省委员会
- 南方报业传媒集团
- 广州军区司令部

## 交通
五羊新城紧邻主干道广州大道，在广州大桥与中山一立交附近，并有地铁5号线及多条公交路线于此设站，方便通达广州各处。不过，住宅区是封闭式管理，只有少量出入口。

### 主要道路
- 广州大道中
- 寺右新马路
- 寺右二马路
- 东兴南路
- 明月二路
- 寺右南一街
- 寺右南二街

### 人行桥隧
寺右新马路东端有H字型的人行天桥跨过广州大道，连接珠江新城花城大道。明月二路及寺右南三街三巷东端之间有人行隧道，同样连接珠江新城。

### 公共交通
- 地铁：五羊邨站（5号线、10号线）
- 公交：五羊新城总站、五羊新城站、五羊新村站、珠江宾馆站、南方报社站